# Heresznye
Heresznye é um município da Hungria, situado no condado de Somogy. Tem 9,9 km² de área e sua população em 2019 foi estimada em 245 habitantes.